# الصم في كوريا الجنوبية
بدأ ظهور مجتمع الصم في كوريا الجنوبية في التاريخ المُسجل في أواخر القرن التاسع عشر مع بدء تطبيق التعليم الخاص. ومنذ ذلك الحين، حصلوا على اعتراف حكومي وحقوق قانونية.

## نشأة اللغة
من غير الواضح متى بدأ الصم في كوريا الجنوبية بتطوير اللغة الكورية للإشارة [الإنجليزية]. وقد أدى إنشاء مدارس الصم في عام 1909 إلى تثبيتها كلغة. أثناء الاستعمار الياباني من 1910 إلى 1945، تم إدخال اللغة اليابانية للإشارة إلى كوريا. وأدى الاتصال بين اللغتين إلى إعادة تشكيل اللغة الكورية للإشارة. وقد بلغت نسبة التوافق بين إشارات الكورية للإشارة واليابانية للإشارة 63.35% في عام 1983. كما كان للحرب الكورية تأثير كبير على اللغة الكورية للإشارة، إذ تباينت اللغتان الكوريتان للإشارة بشكل كبير وتطورتا كل منهما على حدة بعد الحرب. وفي عام 2017، تم تقييم نسبة التوافق بين أشكال اليدين في اللغتين، وكانت النتائج 15% لكلتا اليدين، و21% لليد المسيطرة، و23% لليد غير المسيطرة.

## المنظمات المهمة

### الجمعية الكورية للصم
الجمعية الكورية للصم هي عضو حالي في الأمانة الإقليمية للاتحاد العالمي للصم لمنطقة آسيا (WFDRSA)، وبالتالي تمثل كوريا الجنوبية كعضو عادي في الاتحاد العالمي للصم (WFD). تأسست الجمعية الكورية للصم في يونيو 1946 تحت اسم "جمعية الصم الكورية" أو "جمعية الصم في جوسيون". وتحتفل الجمعية كل عام بتاريخ 3 يونيو كـ "يوم الصم"، مستمدة هذا التاريخ من شهر تأسيس جمعية الصم في جوسيون ورقم ثلاثة الذي يُعتبر "على شكل أذن". تشمل الجمعية الكورية للصم عدة تقسيمات ذات تركيزات معينة مثل جمعية كبار الصم الكوريين، جمعية الصم الكوريات، جمعية الشباب الكوري للصم، وجمعية تفسير الإشارة الكورية. بالإضافة إلى ذلك، توفر الجمعية معلومات وتدريبًا لاختبار المترجم المعتمد للغة الإشارة الوطنية واختبار المترجمين الصم. كما توجد لديها مركز لحقوق الإنسان للصم الذي يوفر الاستشارات والخدمات القانونية للأشخاص الصم الذين تعرضوا لانتهاكات لحقوقهم، ويركز على الدعوة لتغيير القوانين لصالح حقوق الصم. توفر الجمعية أيضًا محتوى بلغة الإشارة وكتب الفيديو وإعادة التأهيل المهني.

### الجمعية الكورية للصم - جمعية تشونغنام
رئيس هذه المنظمة هو سونغ إيل بيون. يُعتبر سونغ إيل بيون أيضًا رئيسًا لجمعية الصم الكورية - مكتب غونغجو الرئيسي. ساعدت هذه المنظمة في تنظيم عرض موسيقي موجه للاستمتاع من قبل الصم والسامعين على حد سواء.[بحاجة لمصدر] كما قامت بنشر كتاب "أن نصبح أصدقاء مع لغة الإشارة الكورية".

## حقوق الإنسان/الحقوق المدنية
وقعت كوريا الجنوبية اتفاقية الأمم المتحدة لحقوق الأشخاص ذوي الإعاقة (CRPD) في 30 مارس 2007، وصادقت عليها في 11 ديسمبر 2008. تلى ذلك التقرير الأول في 27 يونيو 2011. ودمجت كوريا الجنوبية التقريرين الثاني والثالث الذي تم استلامه في 8 مارس 2019.

### تقارير CRPD التي تتناول قضايا الصم
مع كل تقرير يتعلق باتفاقية CRPD، نشرت كوريا الجنوبية قائمة بالقضايا التي تحدد القضايا التي يجب تناولها في التقرير. التقرير الأول يذكر مسألة واحدة تتعلق مباشرة بقضايا الصم: "يرجى تقديم معلومات حول التدابير المتخذة للاعتراف بلغة الإشارة كلغة رسمية." قائمة القضايا للتقريرين الثاني والثالث تطلب البحث في سياسة التعليم والتحسينات المحتملة لطلاب الصم المكفوفين وتحديد تنفيذ قانون لغة الإشارة الكورية.
يستشهد الاتحاد العالمي للصم ببعض المواد من اتفاقية CRPD التي تتعلق مباشرة بحقوق الإنسان للأشخاص الصم. فيما يلي كيفية تعامل كوريا الجنوبية مع كل من هذه المواد في تقاريرها بشأن CRPD. يشير الاتحاد العالمي للصم إلى فقرات محددة من كل مادة ولكن تقارير كوريا الجنوبية ليست منظمة بنفس الطريقة، لذلك تم تقسيم بعض الفقرات هنا بناءً على المحتوى.

#### حقوق لغة الإشارة
المادة 2: ينص التقرير الأول على أن التسهيلات المعقولة مثل الترجمة التوضيحية ولغة الإشارة يجب أن تكون متوفرة في "المؤسسات العامة، وأرباب العمل في القطاع الخاص، والمؤسسات التعليمية، والأنشطة الثقافية والفنية، وما إلى ذلك." التقرير لعام 2019 لا يشير إلى هذا بشكل صريح.
المادة 21.ب: يناقش التقرير لعام 2011 التعديل الذي أُجري في مايو 2010 على قانون مكافحة التمييز ضد الأشخاص ذوي الإعاقة والعلاج، والذي ي要求 مقدمي البث ووسائل الإعلام المتعددة عبر الإنترنت توفير الترجمة التوضيحية وتفسير بلغة الإشارة. وقدمت الحكومة تمويلاً لخدمات البث لهذا الغرض. كما تشغل مراكز لتفسير لغة الإشارة حيث يمكن للمترجمين تقديم خدمات للمؤسسات العامة، والهيئات القانونية، وعيادات الأطباء. منذ ذلك الحين، بدأت الحكومة في تدريب خدمات البث على كيفية الامتثال للإرشادات ووفرت المزيد من المساعدات المالية كمحفز. وتدعي الحكومة أنه بفضل ذلك، "تحسن معدل رضا مستخدمي لغة الإشارة الكورية من 70.6 في 2014 إلى 81.3 في 2018" فيما يتعلق بمستوى الرضا.
المادة 21.هـ: تقوم الحكومة بتوحيد لغة الإشارة من خلال المعهد الوطني للغة الكورية ومشروعها لإنشاء لغة الإشارة الكورية الموحدة الذي يجمع قاموسًا للغة الإشارة. يشرح تقرير عام 2019 "الخطة الرئيسية الأولى لتطوير لغة الإشارة الكورية" وكيف تحسن إتقان اللغة الكورية للغة الإشارة ويجري تغييرات منهجية لتعزيزها.
المادة 23.3: لم يذكر أي من التقريرين حقوق لغة الإشارة بشكل محدد.
المادة 24.3ب: في عام 2010، طورت الحكومة كتب فيديو بلغة الإشارة مخصصة للطلاب ذوي الإعاقات البصرية وبرامج تدريب سمعي لأولئك الذين يعانون من صعوبة في السمع. بالإضافة إلى ذلك، أنشأت الحكومة موقعًا تعليميًا (http://www.eduable.net) ووفرت مراكز دعم التعليم الخاص (SESCs) مع سماعات FM. كما أن "منذ عام 2009، يقدم كل من المرحلة الثانوية والمتوسطة نوعين من المناهج التي تستخدم فيها لغة الإشارة كوسيلة تواصل." بين عامي 2012 و2018، زاد عدد مراكز SESC التي تختص في مساعدة الطلاب المكفوفين أو الذين يعانون من ضعف السمع بمقدار 35 (من 3 إلى 38). بين عامي 2014 و2017، تم إصدار 14 مجلدًا من كتب المناهج الثانوية في اللغتين الإنجليزية والكورية الموجهة لـ "المعاقين سمعيًا". في عام 2016، تم إصدار دليل تعديل تقييم الطلاب ذوي الإعاقات لضمان تقييم الطلاب المعاقين بشكل عادل في المدارس غير المتخصصة.

#### ثقافة الصم والهوية اللغوية
المادة 30.4: في بعض المنشآت الفنية والثقافية التي يتم فيها توفير الترجمة التوضيحية التلقائية، تقدم الحكومة تمويلًا لتكاليف تركيب تكنولوجيا الترجمة التوضيحية. كما كانت الترجمة بلغة الإشارة متاحة في دورة الألعاب الأولمبية الشتوية 2018 في بيونغ تشانغ ودورة الألعاب البارالمبية.

#### التعليم ثنائي اللغة
المادة 24.1: لم يذكر أي من التقريرين التعليم ثنائي اللغة لطلاب الصم بشكل محدد.
المادة 24.3ب: لم يذكر أي من التقريرين التعليم ثنائي اللغة لطلاب الصم بشكل محدد.
المادة 24.4: لم يذكر أي من التقريرين التعليم ثنائي اللغة لطلاب الصم بشكل محدد.
المادة 24.5: لا يُشير أي من التقريرين إلى التعليم مدى الحياة للأشخاص الصم بشكل خاص.
المادة 27: لا يُشير أي من التقريرين إلى التعليم مدى الحياة للأشخاص الصم بشكل خاص.

#### الوصولية
المادة 9: يذكر التقرير الأول أن قانون تعزيز الراحة للأشخاص ذوي الإعاقة وكبار السن والنساء الحوامل (APC) يتطلب من مالكي المنشآت تركيب تسهيلات لإرشاد الأشخاص ذوي الإعاقات السمعية. كما يذكر متطلبات ARPDA لتوفير الترجمة النصية واللغة الإشارة فيما يتعلق بالوصول إلى المعلومات. التقرير لعام 2019 لا يتطرق بشكل صريح إلى الوصولية للأشخاص الصم بشكل خاص.
المادة 21: يتضمن توفير خدمات الاتصالات مثل خدمات الفيديو والنصوص المترجمة للأشخاص ذوي الإعاقات السمعية من قبل شركات الهاتف وفقًا لمتطلبات ARPDA. كما يقدمها وكالة المجتمع المعلوماتي الوطني وجمعية الصم في محافظة جيونجي. يجب على المؤسسات العامة توفير مترجمين وأجهزة سمعية للفعاليات. يتم حماية حرية التعبير لأولئك الذين يستخدمون لغة الإشارة الكورية (KSL) بموجب قانون لغة الإشارة الكورية اعتبارًا من عام 2016.

#### فرص العمل المتساوية
المادة 27: لا يُشير التقرير الأول إلى فرص العمل المتساوية للأشخاص الصم بشكل خاص. التقرير لعام 2019 يذكر أن معدل التوظيف للأشخاص ذوي الإعاقات السمعية في عام 2017 كان 33.4%.

#### المشاركة المتساوية
المادة 5: لا يُشير أي من التقريرين إلى المشاركة المتساوية للأشخاص الصم بشكل خاص.
المادة 12: لا يُشير أي من التقريرين إلى المشاركة المتساوية للأشخاص الصم بشكل خاص.
المادة 20: تدعم الحكومة ماليًا تطوير الأجهزة السمعية من أجل تعزيز استخدامها. التقرير لعام 2019 لا يتضمن قسمًا يتناول المادة 20.
المادة 23: لا يُشير التقرير الأول إلى المشاركة المتساوية للأشخاص الصم بشكل خاص. التقرير لعام 2019 يذكر أن خدمات إعادة التأهيل السمعي يتم توفيرها من قبل وزارة الصحة والرعاية الاجتماعية بهدف مساعدة الأطفال ذوي الإعاقة على الاندماج في المجتمع.
المادة 24: لا يُشير أي من التقريرين إلى المشاركة المتساوية للأشخاص الصم بشكل خاص.
المادة 29: يعزز قانون الانتخابات العامة (POEA) ترجمة لغة الإشارة ويجب توفير الترجمة النصية للإعلانات الدعائية للانتخابات والكلمات التي يلقيها المرشحون على التلفزيون. يتم توفير ترجمة لغة الإشارة لمعلومات الانتخابات.

### قانون لغة الإشارة الكورية
في 3 فبراير 2016، تم اعتبار لغة الإشارة الكورية (KSL) اللغة الرسمية للأشخاص الصم في كوريا الجنوبية. كانت اللغة الكورية بالفعل هي اللغة الرسمية لكوريا الجنوبية، لذلك منح هذا القانون لغة الإشارة الكورية نفس الوضع القانوني الذي تتمتع به اللغة الكورية. كما يتطلب قانون لغة الإشارة الكورية من وزير الثقافة والرياضة والسياحة إنشاء وتنفيذ خطة لدعم وتطوير لغة الإشارة الكورية كل خمس سنوات.

## الكشف المبكر عن السمع والتدخل
بدأت كوريا الجنوبية إجراء فحوصات وتقييمات السمع في عام 2007، ولكن اعتبارًا من عام 2018، لم تكن هذه الفحوصات شاملة. أي مولود جديد لا يظهر استجابة واضحة في اختبار استجابة جذع الدماغ السمعي الآلي (AABR) أو اختبار الانبعاثات الصوتية الآلية (AOAE) في الشهر الأول بعد الولادة سيخضع لاختبار تأكيدي في غضون الأشهر الثلاثة الأولى من حياته. في عام 2018، بدأت تغطي التأمينات الصحية هذه الفحوصات. قبل ذلك، كانت الفحوصات تُجرى على نفقة الأفراد دون توفر إحصاءات وطنية بشأن النتائج أو التدخلات اللاحقة.
من بين 1,964,769 ولادة حية في كوريا الجنوبية بين 2014 و2018، تم إجراء الفحص على 344,955 (17.6%).

### دراسة 2010-2016
بين 2010 و2016، تم تقييم نتائج فحوصات السمع من خلال استبيانات سمع للأطفال في عمر 4 أشهر. وقد تم النظر في مجموعة من جوانب الكشف والتدخل مثل عدد الفحوصات التي تمت وعدد جراحات زراعة القوقعة التي تم إجراؤها. تم دراسة 55.4% من الولادات الحية بين 2010 و2016. تم تقديم التدخل المبكر لـ11,624 من بين 1,741,556 طفلًا مشاركًا، حيث كانت الجراحة في الأذن الوسطى لعلاج فقدان السمع التوصيلي القابل للعلاج. بالإضافة إلى ذلك، خضع 397 من المشاركين لجراحة زراعة القوقعة.

## التعليم الابتدائي والثانوي
تم تنفيذ التعليم الخاص في كوريا الجنوبية لأول مرة في عام 1894 على يد روزيتا شيروود هول، وهي مبشرة أمريكية. تلا ذلك تأسيسها لمدرسة للمكفوفين في عام 1909. لعقود بعد إنشائها، كان التعليم الخاص في كوريا الجنوبية يُدرس في الغالب في مدارس خاصة سكنية مرتبطة بالمبشرين المسيحيين. في عام 1948، تم سن قانون يضمن حق التعليم المتساوي للمواطنين ويؤكد أن التعليم حتى المدرسة الابتدائية كان إلزاميًا ومجانيًا. تم اقتراح قانون التعليم الكوري في عام 1949 ومنح المدارس الحق في إنشاء فصول دراسية منفصلة للطلاب ذوي الإعاقات المختلفة، بما في ذلك الطلاب المكفوفين وضعاف السمع. في وقت لاحق، سمح تعديل لهذا القانون للمدارس الخاصة بتقديم دورات تعليمية للثانوية لخريجيها. تم سن قانون تعزيز التعليم الخاص (SEPA) في عام 1978، استنادًا إلى قوانين التعليم الخاص الأمريكية. تم تعديل SEPA عدة مرات وفي النهاية تم إعادة تسميته إلى "قانون التعليم الخاص للأطفال ذوي الاحتياجات الخاصة" في عام 2007. جعل هذا التعديل التعليم الخاص مجانيًا وإلزاميًا من رياض الأطفال حتى الثانوية.
في عام 2017، كان هناك 3,358 من الطلاب المكفوفين وضعاف السمع الذين تأهلوا للتعليم الخاص، وهو ما يمثل 3.78% من جميع الطلاب الذين تأهلوا للتعليم الخاص في ذلك العام. هناك ثلاثة أنواع من المدارس التي يمكن للطالب الالتحاق بها في كوريا الجنوبية: المدارس العادية للسكان العامين، والمدارس المتكاملة حيث ينضم الطلاب ذوو الإعاقة إلى الفصول الدراسية العادية، والمدارس الخاصة المخصصة للطلاب ذوي الإعاقة وتشمل المدارس الخاصة للمكفوفين والمدارس الخاصة بالتعليم الخاص. في عام 2014، كانت الغالبية العظمى من الطلاب "ضعاف السمع" يلتحقون بالمدارس العادية، تليها المدارس الخاصة ثم المدارس المتكاملة. في عام 2012، كان 5% فقط من معلمي التعليم الخاص في سيول يعرفون لغة الإشارة وكان التعليم لطلاب DHH يركز على "التحدث" فقط.

## التعليم العالي
تتطلب الجامعات في كوريا الجنوبية أن يكون لديها "مركز دعم للطلاب ذوي الإعاقة" ما لم يكن عدد الطلاب ذوي الإعاقة في الجامعة قليلًا بما يكفي وفقًا للمرسوم الرئاسي. يحق للطلاب ذوي الإعاقة طلب الدعم من الجامعة، وفي حالة رفض طلبهم، يمكنهم الطعن أمام "لجنة الدعم الخاص". تم تنفيذ "نظام القبول الخاص بالجامعات للأشخاص ذوي الإعاقة" في عام 1995 مما أدى إلى زيادة عدد الطلاب ذوي الإعاقة الذين دخلوا الجامعات من 113 في عام 1995 إلى 656 في عام 2010.
في عام 2014، كانت نسبة الطلاب الذين يحملون زراعة قوقعة سمعية الذين التحقوا بالتعليم العالي أعلى من نسبة عموم السكان. في عام 2017، كانت 70.2% (1,018 من أصل 1,449) من الطلاب ضعاف السمع والمكفوفين في كوريا الجنوبية ملتحقين بالتعليم ما بعد الثانوي.

## التوظيف
لا تسمح الحكومة الكورية بالتمييز في التوظيف على أساس الإعاقة كما يحظرها العديد من القوانين. بشكل محدد، لا يُسمح بالتمييز فيما يتعلق بـ "التوظيف، والتعيين، والأجور، وبدلات الموظفين، بالإضافة إلى التدريب، والتوظيف، والترقية، والتحويل، والتقاعد، والاستقالة، والفصل". يتطلب قانون حقوق الأشخاص ذوي الإعاقة (ARPDA) أيضًا من أصحاب العمل توفير التسهيلات المعقولة للموظفين ذوي الإعاقة. يتطلب قانون تعزيز التوظيف وإعادة التأهيل المهني للأشخاص ذوي الإعاقة (EVDPA) من الوكالات العامة التي تضم 50 موظفًا على الأقل أن يكون 3% من قوتها العاملة من الموظفين ذوي الإعاقة. بالنسبة للأعمال في القطاع الخاص، تكون هذه النسبة 2.3%. إذا كان لدى صاحب العمل 100 موظف على الأقل ولم يستوفِ هذا الحصة، فيجب عليه دفع "رسوم توظيف الأشخاص ذوي الإعاقة". أصحاب العمل الذين يوظفون أكثر من 2.7% من العمال ذوي الإعاقة يحصلون على "إعانة توظيف الأشخاص ذوي الإعاقة". بالإضافة إلى ذلك، يحصل أصحاب العمل على إعانة أخرى عندما يوظفون أشخاص ذوي إعاقة لأول مرة.

### التدريب المهني
يقتضي قانون تطوير مهارات العمل للعاملين أن يتجنب أصحاب العمل التمييز على أساس الإعاقة فيما يتعلق بالتدريب المهني، وأن الأشخاص ذوي الإعاقة يجب أن يُعطوا الأولوية في حال توفير التدريب المهني. لدعم هذا، توفر الحكومة "صندوق التأمين على العمل". كما تدير الحكومة بشكل منفصل "صندوق تعزيز التوظيف وإعادة التأهيل المهني للأشخاص ذوي الإعاقة" لتوفير التدريب المهني للأشخاص ذوي الإعاقة في خمسة فروع من مركز تطوير الكفاءة المهنية. يقتضي قانون التعليم الخاص للأشخاص ذوي الإعاقة (ASEPD) من المدارس التي تتجاوز مستوى المدارس المتوسطة توفير التدريب المهني.
في عام 2017، كانت نسبة التوظيف للأشخاص الصم وذوي ضعف السمع 33.4%.

## الرعاية الصحية
اعتبارًا من عام 2011، قامت الحكومة الكورية الجنوبية بدعم مشاريع توسيع/تجديد مرافق إعادة التأهيل الطبية، ودعم التكاليف الطبية المالية والخصم الضريبي، والدعم المالي لعمليات زراعة القوقعة، و"دعم التكاليف الطبية للأطفال الخدج والذين يعانون من تشوهات خلقية". كما نفذت الحكومة المركز الوطني لإعادة التأهيل للرعاية الطبية، والاستشارات، وإعادة التأهيل إلى جانب إعادة التأهيل المجتمعي الذي يقدم الكشف المبكر عن الإعاقات، والعلاج التأهيلي، والدعم لأفراد الأسرة.
في عام 2017، تم سن قانون ضمان حق الوصول إلى الرعاية الصحية والخدمات الطبية للأشخاص ذوي الإعاقة لمنح الحق للحكومات المحلية والدولية بتوفير "الراحة" للأشخاص ذوي الإعاقة في المنشآت الصحية حسبما يرون مناسبًا.